# 침대보

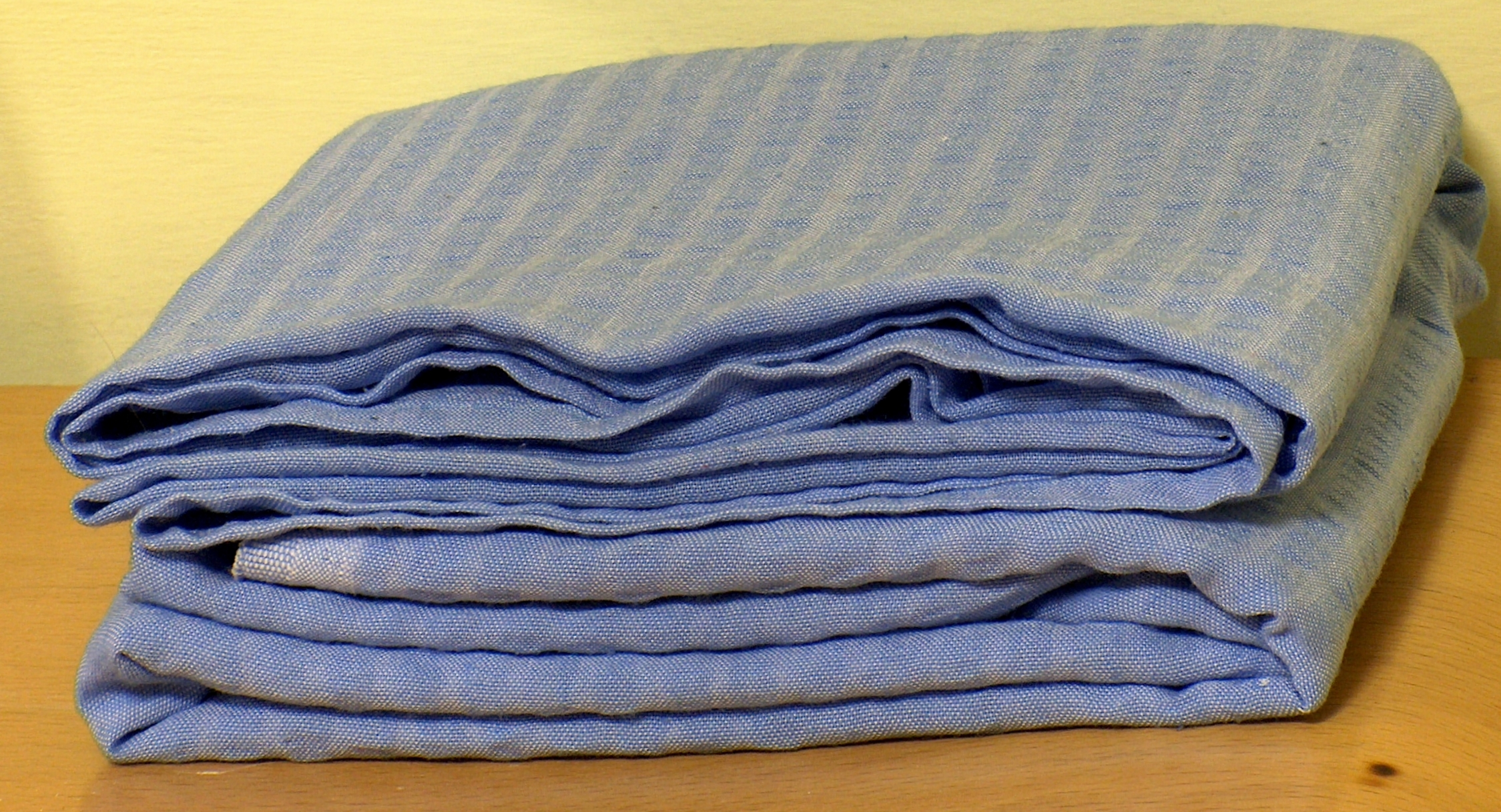
파란 침대보

침대보(寢臺褓) 또는 침대 시트(bed sheet)는 침대의 매트리스에 씌우는 천을 말한다. 대부분 아마포로 이루어져 있다.
침대 시트는 침구로 단독으로 또는 한 쌍으로 사용되는 직사각형 천 조각으로, 매트리스보다 길이와 너비가 더 크고, 매트리스나 침대 바로 위, 담요 및 기타 침구(예: 이불과 침대보) 아래에 위치한다. 바닥 시트는 매트리스 위에 깔려 있으며 플랫 시트 또는 피티드 시트(미끄러지지 않도록 시트의 상단, 측면, 하단의 단을 따라 고무줄이나 조임끈으로 꿰매어진 시트)일 수 있다. 사용되는 많은 국가에서 상단 시트(top sheet)는 하단 시트(bottom sheet) 위와 다른 침구 아래에 배치되는 평평한 시트이다.

## 역사
침대보의 영어 낱말 베드시트(bed sheet)는 15세기에 처음 사용되었다. 침대보는 전통적으로 흰색이며 리넨, 목화, 실크로 구성되지만 현재는 다양한 색과 패턴이 사용된다.

## 같이 보기
- 매트리스